# Ki (kana)

Ki w hiraganie

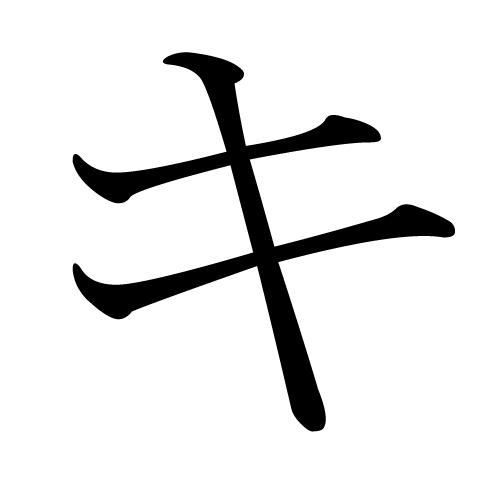
Ki w katakanie

Gi w hiraganie

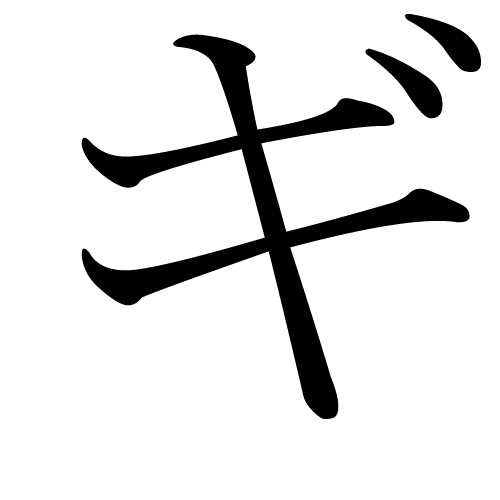
Gi w katakanie

Ki – siódmy znak japońskich sylabariuszy hiragana (き) i katakana (キ). Reprezentuje on sylabę ki. Pochodzi bezpośrednio od uproszczonej wersji znaku kanji  幾. Po dodaniu dakuten w obydwu wersjach znaku (ぎ i ギ) reprezentuje on sylabę gi.

## Jotacje
Jak każda mora japońska kończąca się na "i", ki podlega procesowi jotacji, ale jedynie wtedy, jeśli do niej dopisze się pomniejszone znaki ya, yu lub yo. Jeśli po znaku ki występuje znak reprezentujący którąś z samogłosek, oba znaki wymawia się oddzielnie. Nie dotyczy to jedynie pomniejszonej wersji znaku e, który dopisany do ki zmienia wymowę znaków na kye (sylaba ta występuje jedynie w zapożyczeniach).
- kya- きゃ/キャ
- kyu- きゅ/キュ
- kyo- きょ/キョ
- kye- キェ

Jotacji podlega też sylaba gi.
- gya- ぎゃ/キャ
- gyu- ぎゅ/キュ
- gyo- ぎょ/キョ
- gye- ギェ

Sylaby po jotacji również mogą podlegać przedłużeniom na zasadach przewidzianych dla samogłosek kończących sylabę.